# Vinevitino
Vinevitino (en rus: Виневитино) és un poble del krai de Primórie, a l'Extrem Orient de Rússia, que en el cens del 2010 tenia 75 habitants.